# General Simón Bolivar
General Simón Bolívar è un comune e città del Messico, situato nello stato di Durango, il cui capoluogo è la località omonima.
Il nome ricorda il generale Simón Bolívar, eroe per la libertà dei popoli dell'America Latina.